# Calgary-Foothills
Circonscription électorale provinciale du Canada
Calgary-Foothills est une circonscription électorale provinciale de l'Alberta, (Canada). La circonscription a fait élire cinq députés progressistes-conservateurs consécutifs depuis sa création en 1971.

## Liste des députés
| Députés de l'Assemblée législative de Calgary-Foothills | Députés de l'Assemblée législative de Calgary-Foothills | Députés de l'Assemblée législative de Calgary-Foothills | Députés de l'Assemblée législative de Calgary-Foothills |
| Années                                                  | Années                                                  | Députés                                                 | Parti                                                   |
| ------------------------------------------------------- | ------------------------------------------------------- | ------------------------------------------------------- | ------------------------------------------------------- |
| Voir Calgary-Bowness (en) 1959-1971                     |                                                         |                                                         |                                                         |
|                                                         | 1971 - 1973                                             | Len Werry                                               | Progressiste-conservateur                               |
|                                                         | 1973                                                    | Vacant                                                  | Vacant                                                  |
|                                                         | 1973 - 1975                                             | Stewart McCrae                                          | Progressiste-conservateur                               |
|                                                         | 1975 - 1979                                             | Stewart McCrae                                          | Progressiste-conservateur                               |
|                                                         | 1979 - 1982                                             | Stewart McCrae                                          | Progressiste-conservateur                               |
|                                                         | 1982 - 1986                                             | Janet Koper                                             | Progressiste-conservateur                               |
|                                                         | 1986 - 1988                                             | Janet Koper                                             | Progressiste-conservateur                               |
|                                                         | 1988 - 1989                                             | Vacant                                                  | Vacant                                                  |
|                                                         | 1989 - 1993                                             | Pat Nelson                                              | Progressiste-conservateur                               |
|                                                         | 1993 - 1997                                             | Pat Nelson                                              | Progressiste-conservateur                               |
|                                                         | 1997 - 2001                                             | Pat Nelson                                              | Progressiste-conservateur                               |
|                                                         | 2001 - 2004                                             | Pat Nelson                                              | Progressiste-conservateur                               |
|                                                         | 2004 - 2008                                             | Len Webber                                              | Progressiste-conservateur                               |
|                                                         | 2008 - 2012                                             | Len Webber                                              | Progressiste-conservateur                               |
|                                                         | 2012 - 2014                                             | Len Webber                                              | Progressiste-conservateur                               |
|                                                         | 2014                                                    | Len Webber                                              | Indépendant                                             |
|                                                         | 2014 - 2015                                             | Jim Prentice                                            | Progressiste-conservateur                               |
|                                                         | 2015                                                    | Vacant                                                  | Vacant                                                  |
|                                                         | 2015 - présent                                          | Prasad Panda                                            | Parti Wildrose                                          |

## Résultats électoraux de 2012
| Élection générale albertaine de 2012 | Élection générale albertaine de 2012 | Élection générale albertaine de 2012 | Élection générale albertaine de 2012 | Élection générale albertaine de 2012 |
| Candidat                             | Candidat                             | Parti                                | Nombre de voix                       | %                                    |
| ------------------------------------ | ------------------------------------ | ------------------------------------ | ------------------------------------ | ------------------------------------ |
|                                      | Len Webber                           | Progressiste-conservateur            | 8 260                                | 53,54                                |
|                                      | Dustin Nau                           | Parti Wildrose                       | 5 177                                | 33,55                                |
|                                      | Kurt Hansen                          | Libéral                              | 1 414                                | 9,16                                 |
|                                      | Jenn Carkner                         | NPD                                  | 578                                  | 3,75                                 |
| Total                                | Total                                | Total                                | 15 429                               | 100,00                               |